# Post-Reformation Digital Library
La Post-Reformation Digital Library (PRDL) è una biblioteca digitale, che fornisce gratuitamente la possibilità di leggere in integralmente e di scaricare opere digitalizzate ed e-book elettronici di filosofia e di teologia.
I testi disponibili sono relativi agli autori della Riforma protestante e del periodo immediatamente successivo, a pensatori del tardo Medioevo ed alle edizioni delle fonti patristiche rivedute e stampate in età moderna.

## Descrizione
Il progetto nacque da un'iniziativa congiunta del Calvin College e del Calvin Theological Seminary della Chiesa Cristiana Riformata del Nord America, avente sede a Grand Rapids, nel Michigan.
Il progetto PRDL presenta un respiro più internazionale rispetto ad altre risorse Internet gratuite focalizzate su uno specifico periodo storico, quali: come VD 16 specializzato nel pensiero teologico e filosofico del XVI secolo, VD 17 (per il XVII secolo) ovvero il metacatalogo bibliografico English Short Title Catalogue (ESTC) per il XVIII secolo, aggiornato da una rete mondiale di biblioteche che è cogestita dalla British Library e dal Centro per gli Studi e la Ricerca Bibliografica (Center for Bibliographical Studies and Research, CBSR) dell'Università della California di Riverside.